# Zapucay
Zapucay és una localitat de l'Uruguai ubicada al nord-est del departament de Tacuarembó, sobre el límit amb el departament de Rivera.
Es troba a 125 metres sobre el nivell del mar. Té una població aproximada de 800 habitants.